# Oreoglanis setiger
Oreoglanis setiger és una espècie de peix de la família dels sisòrids i de l'ordre dels siluriformes.

## Morfologia
- Els mascles poden assolir 6,9 cm de longitud total.
- Nombre de vèrtebres: 36.[5]

## Hàbitat
És un peix d'aigua dolça i de clima tropical.

## Distribució geogràfica
Es troba a Àsia: Laos i la Xina.